# Leonardo Fibonacci
Leonardo av Pisa (Leonardo Fibonacci, Leonardo Pisano, Leonardo från Pisa eller bara Fibonacci), född i Pisa runt 1170, död cirka 1250, räknas som en av Italiens och världens största matematiker. Fibonacci växte upp i Algeriet då hans far hade anställning där, men återvände till Pisa runt år 1200.
Han lärde sig under sin uppväxt i Algeriet och sina resor kring Medelhavet de arabiska siffrorna (som ursprungligen kommer från Indien) och positionssystemet, alltså det system vi använder idag. Detta system introducerar han i sitt verk Liber Abaci (1202), när han är 32 år. 
Liber abaci räknas som ett av matematikhistoriens viktigaste verk och introducerar alltså våra siffror i sin inledning: 
"De nio indiska siffrorna är: 9 8 7 6 5 4 3 2 1 och med dessa nio siffror, och med tecknet 0 ... kan alla tal skrivas"
Därefter ges flera algoritmer för multiplikation, addition, subtraktion och division. Boken innehåller också räkneexempel och praktiska problem med största utgångspunkt i handeln (valutor, mått och så vidare), liksom räkning med kvadrat- och kubikrötter. "Liber abaci" kan närmast översättas till "Boken om räknekonsten", "abaci" kommer från ordet "abacus" som betyder räknekonsten/aritmetiken.
I boken ges också en talföljd (Fibonaccitalen) som bygger på hur antalet kaninpar ökar inom ett begränsat område med vissa bestämda förutsättningar:
- Varje kaninpar får ett nytt kaninpar varje månad
- Det tar en månad innan det nyfödda kaninparet kan föda ytterligare ett par
- Inga kaniner dör eller tillkommer på annat sätt till området

Antalet kaninpar efter en given månad är:
1, 1, 2, 3, 5, 8, 13, 21, 34, 55, 89, 144, 233, 377, 610, 987, 1597, 2584, 4181, 6765, 10946, 17711, 28657, 46368, 75025...
Fibonaccitalen hänger på ett intressant sätt ihop med det gyllene snittet. Delar man ett visst givet tal med det föregående närmar man sig det gyllene snittet ju högre tal man väljer.
Ex. 144/89 = 1,6179...

## Utmärkelser
Asteroiden 6765 Fibonacci är uppkallad efter honom.